# Callithrix flaviceps
Ouistiti à tête jaune
 (juillet 2017).
Les informations dans cet article sont mal organisées, redondantes, ou il existe des sections bien trop longues. Structurez-le ou soumettez des propositions en page de discussion.
Avec le temps, il arrive que le contenu présent dans un article devienne désordonné. Il est souvent nécessaire de réorganiser l'article de fond en comble.
- Il faut tout d’abord répartir le contenu de l'article en plusieurs sections. Les informations doivent ensuite être exposées clairement et le plus synthétiquement possible, regroupées par sujet afin d'éviter les doublons. Quelqu'un cherchant une information précise doit pouvoir la trouver rapidement en lisant la section appropriée.
- À l'intérieur de chaque section, le texte, souvent initialement sous la forme de phrases éparses, doit être regroupé dans des paragraphes de quelques lignes, en assurant un enchaînement logique et une cohérence entre les phrases.
- Lorsque l'article ou l'une de ses sections développe trop longuement un point qui n'est pas dans le cœur du sujet traité, il convient de faire une synthèse et de transférer l'ancien contenu dans des articles plus appropriés (en cas de transfert, il faut impérativement respecter la procédure Aide:Scission).

Si vous pensez que ces points ont été résolus, vous pouvez retirer ce bandeau et améliorer le plan d'un autre article.
Espèce
Statut de conservation UICN

 CR  : 
En danger critique
Statut CITES
Le Ouistiti à tête jaune (Callithrix flaviceps) est une espèce de primate de la famille des Callitrichidae qui se rencontre au Brésil.

## Description
Le mâle et la femelle sont similaires en taille et en poids. L'adulte mesure entre 18 et 30 cm avec une queue de 17,2 à 40,5 cm. Il pèse entre 230 et 453 g.
Dos marron fortement tacheté de chamois et de rougeâtre. Dessous jaunâtre à orangé. Queue touffue brun sombre annelée de jaune. Tête entièrement jaune ou ochracée (couronne, front, joues et gorge) y compris les oreilles aux toupets courts (2,5 cm)[réf. nécessaire].

## Hybridation
Avec l’ouistiti à face blanche (C. geoffroyi) dans trois sites de l’Espírito Santo. S’hybride avec l’ouistiti oreillard (C. aurita) dans trois sites du Minas Gerais : dans deux d’entre eux, des groupes mixtes non hybrides coexistent avec les hybrides, ce qui montre un échange génétique faible et plaide en faveur de la spéciation et non de la subspéciation de flaviceps et aurita[réf. nécessaire].

## Répartition et habitat

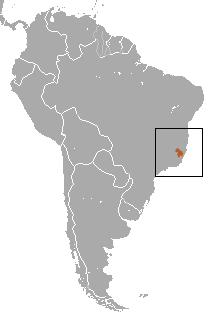
Aire de répartition

Cette espèce est endémique au Brésil où elle est présente dans les états d'Espírito Santo et du Minas Gerais. Elle vit dans la forêt Atlantique de montagne et les forêts de plateau jusqu'à 1 200 m d'altitude.

## Sympatrie et association
S’associe avec C. geoffroyi. Sympatrique du hurleur brun du sud (Alouatta guariba clamitans), du muriqui du nord (Brachyteles hypoxanthus) et du sapajou noir (Cebus (Sapajus) nigritus)[réf. nécessaire].

## Domaine
33,86 ha (Caratinga, d’après Alice Guimarães). Grand territoire pour un ouistiti. Il exploite de petites sources alimentaires très dispersées.

## Densité
7,1/km² (de 3,7 à 18/km²), à Augusto Ruschi. 40/km² (Caratinga).

## Locomotion
Quadrupède.

## Comportements basiques
Diurne. Arboricole.

## Activités
Parcourt chaque jour 883,8 m (Caratinga, d’après A. Guimarães). Fourrage la moitié du temps en dessous de 3 m dans la végétation dense. Budget d’activités (Caratinga) : repos (8,3 %), déplacements (36,7 %), recherche alimentaire (21,3 %), alimentation végétale (7,8 %), alimentation animale (2,2 %) et interactions sociales (23,7 %). Utilise une cinquantaine de dortoirs nocturnes.

## Alimentation
Cette espèce se nourrit principalement de champignons (64,8 %) et d'insectes, elle se nourrit également de gomme (6,1 %) et de fruits (3,3 %). Le régime mycophage est assez rare chez les primates et n'est retrouvés que chez 5 espèces de Callitrichidae. Les autres espèces de cette famille se nourrissent principalement de gomme. Les champignons consommés sont des Mycocitrus trouvés sur les tiges des bambous Merostachys. Ces champignons sont riches en sucres et en fibres et pauvre en protéines, comme la gomme consommée par les autres marmosets. Callithrix flaviceps compense le faible taux de protéines apporté par les champignons en se nourrissant d'arthropodes.
Gommivore-frugivore-insectivore. Budget alimentaire (d’après S. Ferrari) : gommes (65,8 %), fruits et graines (14,4 %), insectes (19,8 %, les 2/3 étant des orthoptères). La recherche de gomme occupe toujours plus de la moitié de son temps alimentaire sauf en janvier et février. A. Guimaraes a observé 76 % de gommivorie durant la saison sèche, avec une prédilection pour Anadenanthera peregrina et Acacia paniculata. Cette hyperspécialisation lui permet de trouver son content de glucides hors des périodes de fructification et l’autorise également à coloniser des habitats où les fruits sont rares tout au long de l’année. Utilise une trentaine de plantes, mais essentiellement deux. Durant la saison froide, il réduit son activité et sa température peut baisser de 4 °C durant la nuit. Suit les fourmis légionnaires pour croquer les insectes qui s’enfuient sur son passage. À la Caratinga, il consomme les graines de pasmo hediondo (Siparuna guianensis) et pourrait être le seul callitrichidé à consommer des graines[réf. nécessaire].

## Taille du groupe
9,8 (de 5 à 15), à la Caratinga. 3,4 (de 2 à 5), à Augusto Ruschi.

## Reproduction
La monogamie est le système d'accouplement le plus courant, bien que la polyandrie et la polygynie aient aussi été observés. La période de gestation est de 140 à 150 jours. La femelle donne naissance à 1 à 4 petits (2 en moyenne). Le groupe entier s'occupe des petits pendant un mois.
La femelle connaît un œstrus post-partum qui influence positivement le désir du male d’être auprès de sa compagne, ce qui aurait pour effet de favoriser le transport des enfants par ce dernier[réf. nécessaire].

## Hiérarchie
Au sommet les femelles dominantes puis les mâles et enfin les subordonnés. Les querelles intragroupes restent rares. Si une dominante est renversée, elle pourra rester au sein du groupe et s’occuper des enfants.

## Communication orale
Cette espèce pratique le partage de la nourriture, comme le petit singe-lion doré (Leontopithecus rosalia). Dans 85 % des repas observés, les adultes produisent des « appels pour la nourriture » qui encouragent les membres immatures du groupe à venir casser la croûte avec les grands.

## Communication olfactive
Le plus souvent marquage circumgénital, beaucoup plus rarement marquage sternal et encore plus rarement frottement du museau.

## Taxinomie
Considéré par certains comme une sous-espèce de l’ouistiti oreillard (Callithrix aurita) car les bébés sont extrêmement semblables de même que les vocalisations, les adaptations écologiques et les variations clinales des coloris du pelage.

## Menaces
Déforestation. L’ouistiti le plus menacé. Les fazendas de la région sont petites, séparées les unes des autres et déforestées. Très adaptable : il parvient à survivre dans les îlots de forêt secondaire des propriétés privées.

## Conservation
N’est protégé que sur 2 300 km2. PE. de Forno Grande, PE de Pedra Azul, RB d’Augusto Ruschi, SB de Santa Lúcia et SB de São Lourenço, fazenda Pindobas et fazenda Monte Verde (Espírito Santo) ; PN de Caparaó, SB de la Mata do Sossego et R. de Feliciano Miguel Abdala dont SB de la Caratinga (Minas Gerais), au Brésil.